# Луговой лунь
Лугово́й лу́нь (лат. Circus pygargus) — хищная птица семейства ястребиных, распространённая в западной Палеарктике; один из 5-и видов луней, гнездящихся на территории России. Перелётная птица, зимует в тропической Азии и Африке южнее Сахары. И в местах гнездовий, и на зимовках населяет открытые увлажнённые ландшафты — речные долины, болота, высокотравные луга, пашни, заросшие берега озёр. Охотится в основном на небольших грызунов, ящериц, насекомых и мелких птиц. Гнездится парами или небольшими свободными группами с мая по июль, в гнезде обычно 3—6 белых яиц.

## Описание

### Внешний вид
Изящная птица с относительно длинными узкими крыльями и длинным хвостом. В воздухе обычно держится низко над поверхностью земли, вытянув крылья в форме латинской буквы V. Полёт плавный и неторопливый, больше похож на полёт крачек. Это наиболее мелкий вид луней — длина тела 41—52 см, размах крыльев 97—120 см. В общих размерах и окрасе типичный для рода половой диморфизм. В европейских популяциях масса самцов варьирует в пределах от 227 до 305 г, что примерно соответствует массе сизого голубя, тогда как самки выглядят значительно крупнее, их масса достигает 319—445 г, что немногим меньше чем у серой вороны. При описании окраса обычно сравнивают три близких вида, схожих друг с другом и имеющих общие участки ареала — лугового, полевого и степного луней.

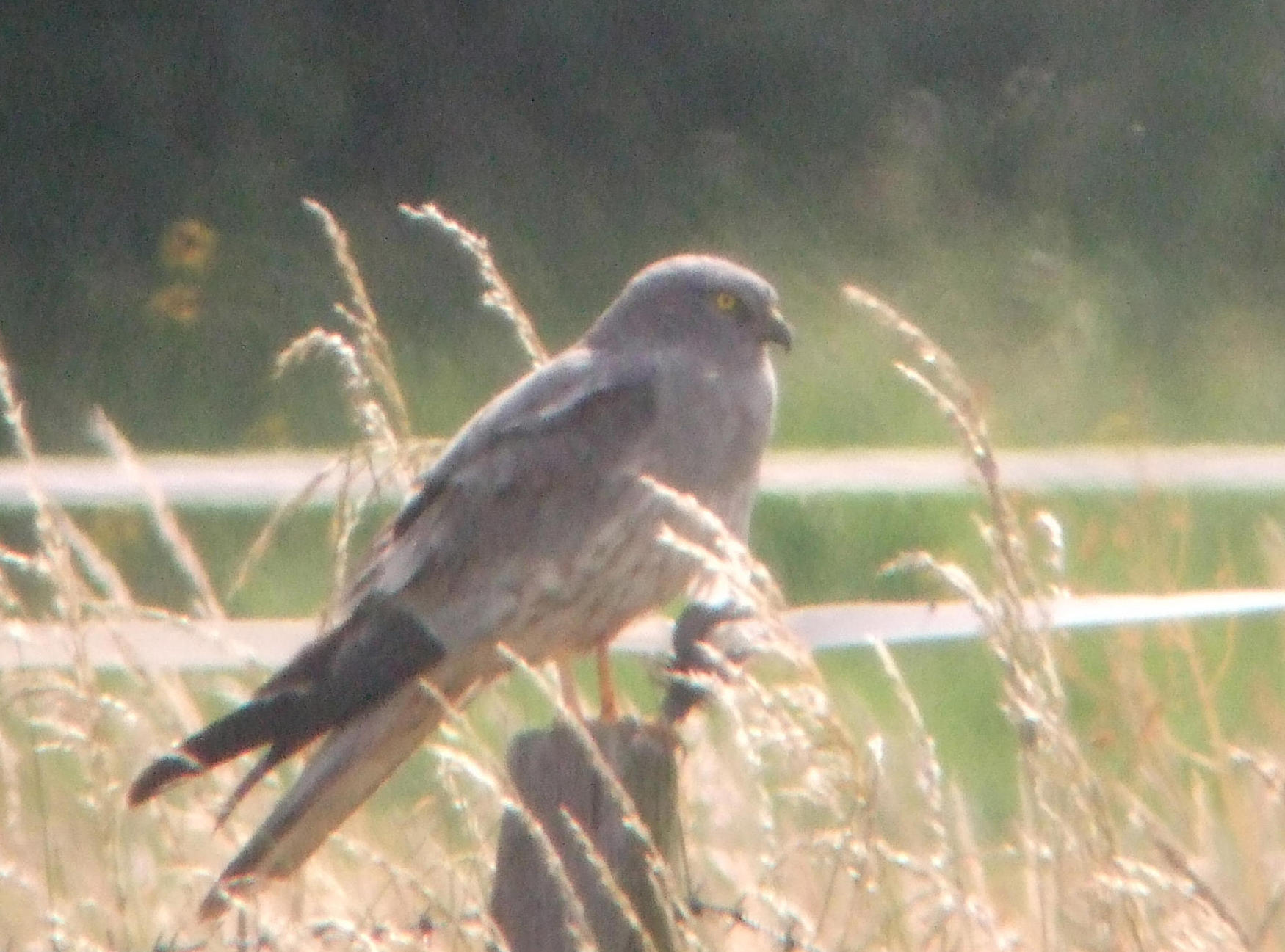
Самец

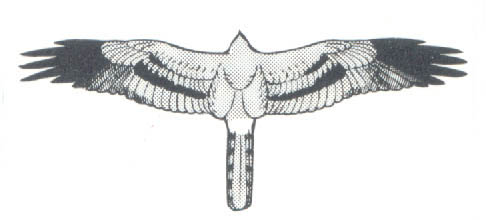
Летящий силуэт — ясно видны полностью чёрные первостепенные маховые и две тёмные полоски с нижней стороны крыла

От других пернатых хищников легче всего отличить взрослого самца. Оперение головы, спины и кроющих крыла пепельно-серое, более тёмное по сравнению с аналогичными участками у других светлых луней. Передняя часть головы, горло и грудь бледно-серые. Брюхо и подхвостье белые с рисунком из узких рыжих либо бурых продольных пестрин — у полевого и степного луней брюхо чисто-белое. Первостепенные маховые полностью (а не частично) чёрные, что наряду двумя тонкими продольными полосками и с рыжими пестринами на белом исподе второстепенных хорошо выделяют самца среди других видов. Ещё одна чёрная полоса выражена с внешней стороны второстепенных (описание строения крыла имеется в статье полёт птиц). Наконец, отчётливые поперечные полосы отмечены на хвосте.
Больше трудностей возникает при определении самки, которая окрасом почти не отличается от самки полевого луня (у самки степного брюхо пёстрое), однако имеет меньшие размеры и более тонкое телосложение. Оба эти вида объединяют серовато-бурый верх, иногда с узкими рыжими каймами, и монотонно-охристый низ, немного более тёмный у описываемой птицы. Отличительные черты лугового луня — узкое белое пятно на пояснице, отчётливый (не размытый) полосатый рисунок на кроющих, широкая и на всю длину белая продольная полоса в нижней части крыла (у степного луня эта полоса уже и частично размыта). Светлый ошейник, развитый у степного и полевого луней, у самки лугового отсутствует.
Молодые птицы принимают взрослый вид лишь на четвёртый год жизни. Годовалые луни обоих полов имеют схожий окрас: тёмно-бурый верх, как у взрослых самок, однако с широкими рыжими каёмками, и буровато-рыжий низ с чёрными надствольными штрихами. Клюв чёрный. Радужина и восковица у взрослых птиц обоих полов жёлтая, у молодых самцов серовато-коричневая, у молодых самок коричневая.

### Голос
Самка и молодые птицы, выпрашивающие корм, издают тонкий свист (не с понижением тона). Токующий самец, выполняя в воздухе замысловатые демонстративные фигуры, издаёт повторяющийся гнусавый посвист, несколько напоминающий выкрик «галки» — в русскоязычной литературе встречаются фразы «кьюв…кьюв..кьюв» или «тюв…тюв…тюв». Самка также отвечает свистом, но односложным и более глухим. Встревоженные на гнезде птицы издают негромкие, но быстрые и гнусавые звуки, что-то вроде «кхиит..ки-ки…кхиит…кхиит…ки-ки».

## Распространение

### Ареал

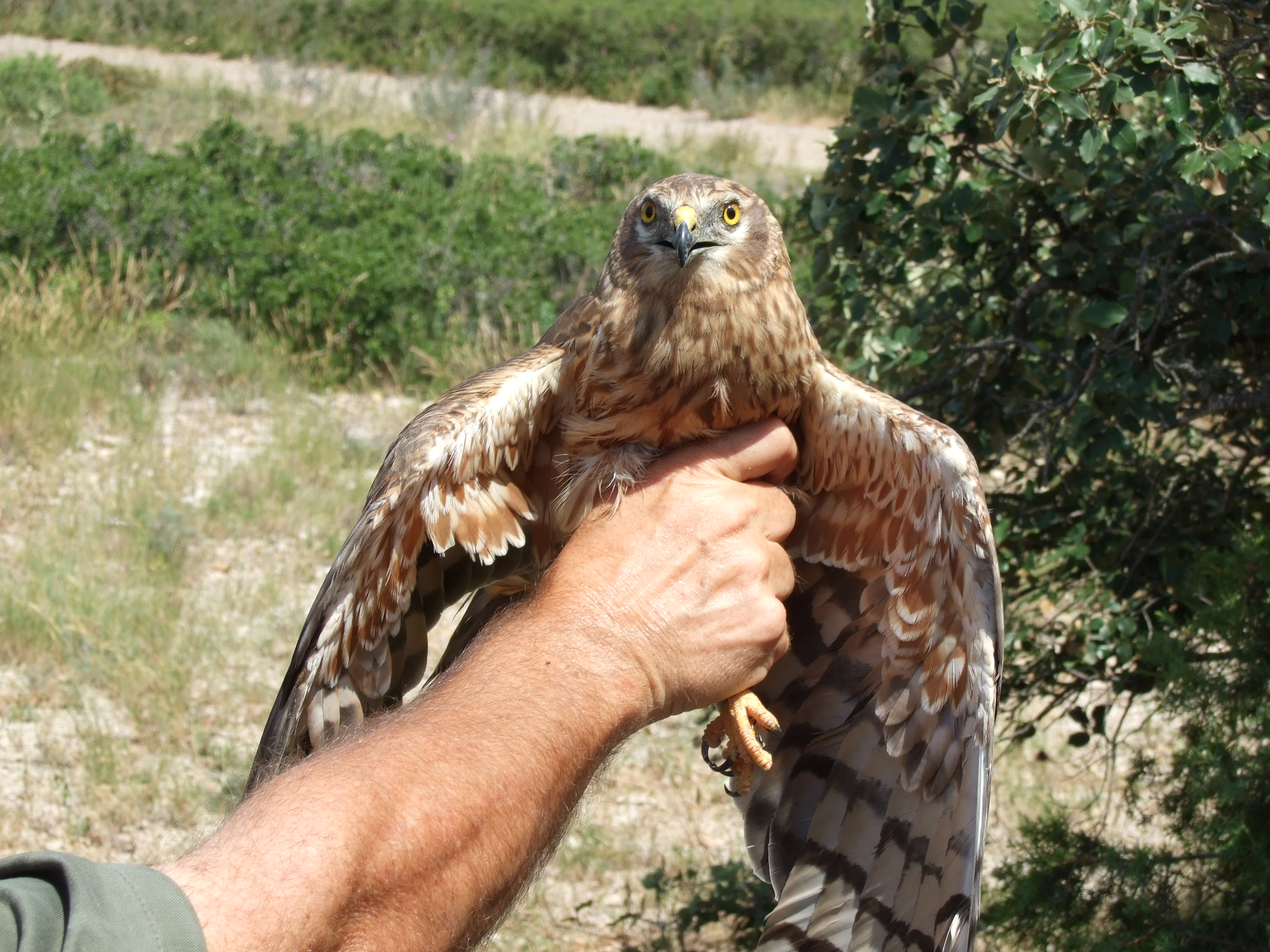
Самка

Гнездовой ареал обширный, включает в себя северо-восточную Африку (Марокко, Алжир) и Евразию от западного побережья Атлантики к востоку до Алтайских гор, хребта Танну-Ола и Минусинской котловины. В Европе гнездится почти во всех странах за исключением Норвегии, однако во многих районах численность единична — например, по данным начала 2000-х годов, в Великобритании отмечено 9—16 пар, в Бельгии 6—12, в Сербии и Черногории 4—6, в Австрии 10—15 пар. В Западной Европе лучше всего обстоят во Франции, Испании и Португалии, однако наибольшая численность популяции отмечена на востоке ареала — в Белоруссии и особенно России (15 — 20 тыс. пар). В ряде регионов численность популяций колеблется либо снижается.
В Европе, за пределами Российской Федерации, наиболее северные участки ареала находятся в южных областях Англии, Швеции и Эстонии. В России северная граница ареала проходит приблизительно в районе городов Псков, Москва, Ярославль, Казань, Екатеринбург, Тюмень, Тара и Красноярск. Южная часть гнездового ареала выходит за пределы России — луговые луни распространены в республиках Закавказья, в области Хорасан на северо-востоке Ирана, степных районах Казахстана и Средней Азии к югу до бассейна реки Зеравшан и южных склонов Тянь-Шаня, на северо-западе Китая до пустыни Джунгария. Отдельные участки ареала имеются в Малой Азии.

### Миграции
Типично перелётный вид, зимует в тропиках Африки и Азии. В Африке места зимовок расположены в центральной части континента от Сенегала, Гамбии и Республики Конго на западе до Эфиопии на востоке, а также на юге и юго-востоке — в Замбии, Зимбабве, некоторых областях ЮАР. В Азии зимует от юго-восточного Ирана и центрального Пакистана к востоку до Непала и Бангладеш (включая большую часть Индии), а также на Шри-Ланке, Мальдивских а Андаманских островах. Отправляясь на зимовку, отдельные особи покидают гнездовья уже в конце июля или начале августа, когда подросшие птенцы становятся самостоятельными. Основная масса отлетает во второй половине августа, а к середине октября гнездовые территории окончательно пустеют. На осеннем пролёте летят поодиночке либо держатся парами или небольшими группами. Возврат позднее других луней — во второй половине апреля или мае, когда земля полностью освобождается от снега.
Некоторое время назад была высказана гипотеза, что численность гнездовых популяций птиц умеренных широт зависит от ситуации на зимовках даже больше, чем от того, что происходит на местах гнездования. Оказалось, что засуха в Африке приводит к более позднему отлету птиц на родину, так как из-за недостатка корма им требуется больше времени для подготовки к длительному перелёту. Прилетают луни на места гнездования тоже позже, пропуская оптимальные для себя условия. А это может негативно сказываться на успехе размножения.

### Местообитания

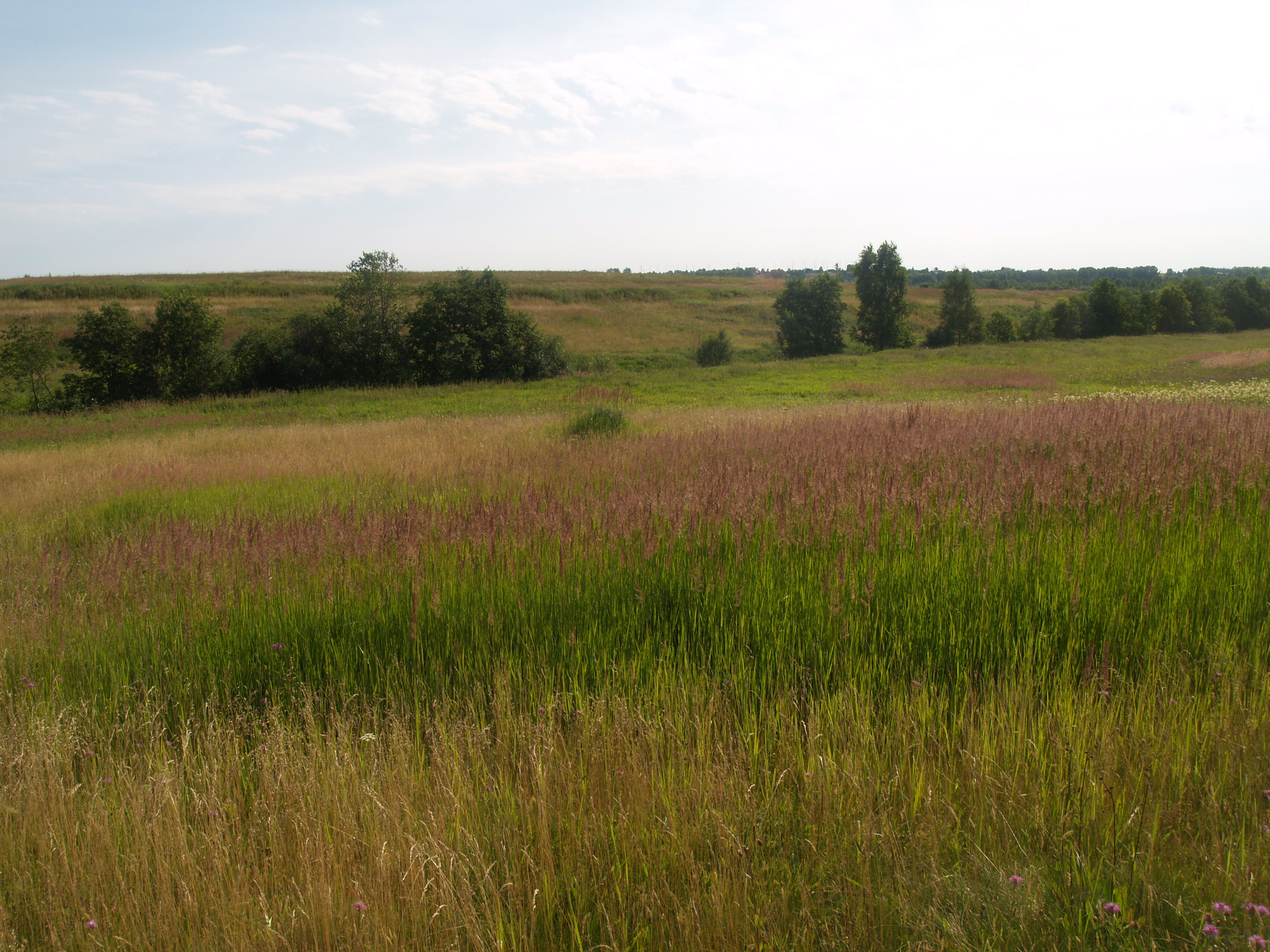
Мокрый луг в пойме реки — типичный биотоп лугового луня

По типу населяемых биотопов занимает промежуточное положение между болотным и полевым лунями. Предпочитает открытые и чаще всего увлажнённые ландшафты с достаточно высокой растительностью — широкие речные долины, мокрые высокотравные луга, илистые берега озёр. Селится и на болотах, однако в отличие от болотного луня отдаёт предпочтение небольшим и более сухим местностям. Во всех случаях часто выбирает места с зарослями кустарника. Реже населяет менее сырые ландшафты — открытые участки степи, вересковые пустоши, пустыри, молодые лесопосадки. Наиболее благоприятные для лугового луня природные зоны — лесостепь и степь, здесь он наиболее многочисленен и встречается чаще, чем другие виды луней.
Когда подходящие условия недоступны, многие луни селятся посреди полей, засеянных зерновыми культурами — пшеницей, ячменём или овсом. В Западной Европе, где многие болота были осушены либо приспособлены под сельскохозяйственные нужды, большая часть птиц гнездится на этих культивируемых территориях — например, до 70 % во Франции и до 90 % в Испании и Португалии. К сожалению, механизированная уборка урожая нередко приводит к гибели кладок и птенцов. Другие места гнездовий привязаны к зонам прибрежных отложений, но в отдалении от открытой воды — например, на участках между плавнями и зарослям осоки или тростника.

## Размножение
Как правило, птицы обоих полов начинают размножаться в возрасте 2-х или 3-х лет, хотя иногда на гнезде встречаются и годовалые самки. Моногамы, однако при групповом гнездовании нередки случаи полигамии. Пары образуются в уже на местах, и поскольку птицы склонны ежегодно возвращаться на те же самые гнездовые участки, одни и те же самец и самка нередко воссоединяются вновь после долгой разлуки. Сразу по прибытии самец выполняет в воздухе замысловатые демонстративные пируэты — делает волнообразные перемещения на большой высоте, кувыркается, по спирали бросается вниз, делает резкие повороты и имитирует неконтролируемое падение, словно падающий лист. Во время демонстрационного полёта часто слышен мелодичный посвист самца, чем-то напоминающий крик бекаса. Самка также иногда принимает участие в этом воздушном спектакле, однако не так сильно, как самец. Кроме того, в брачной игре самец может сымитировать нападение на самку, опрокинув её на спину.

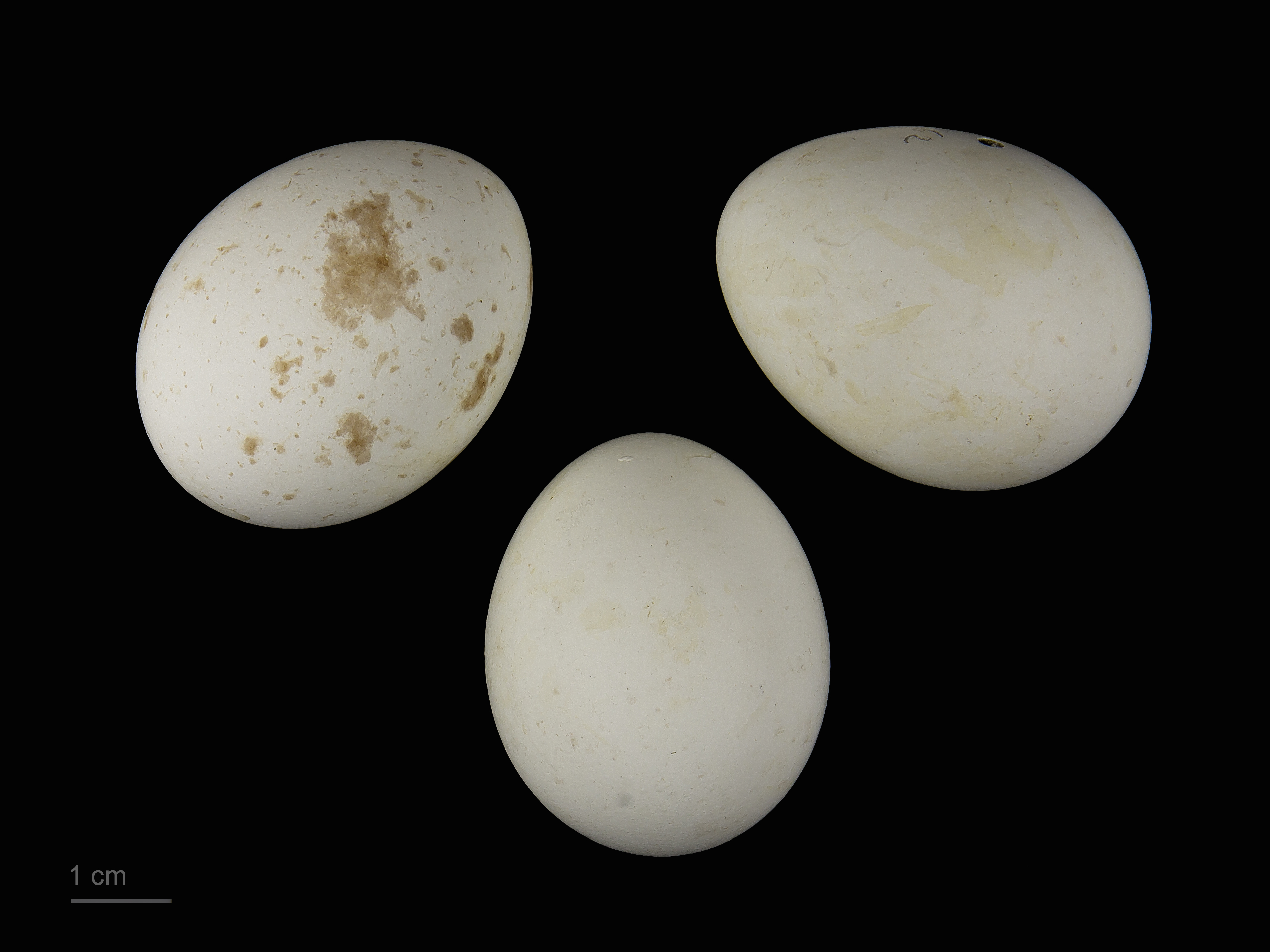
яйцо Circus pygargus — Тулузский музеум

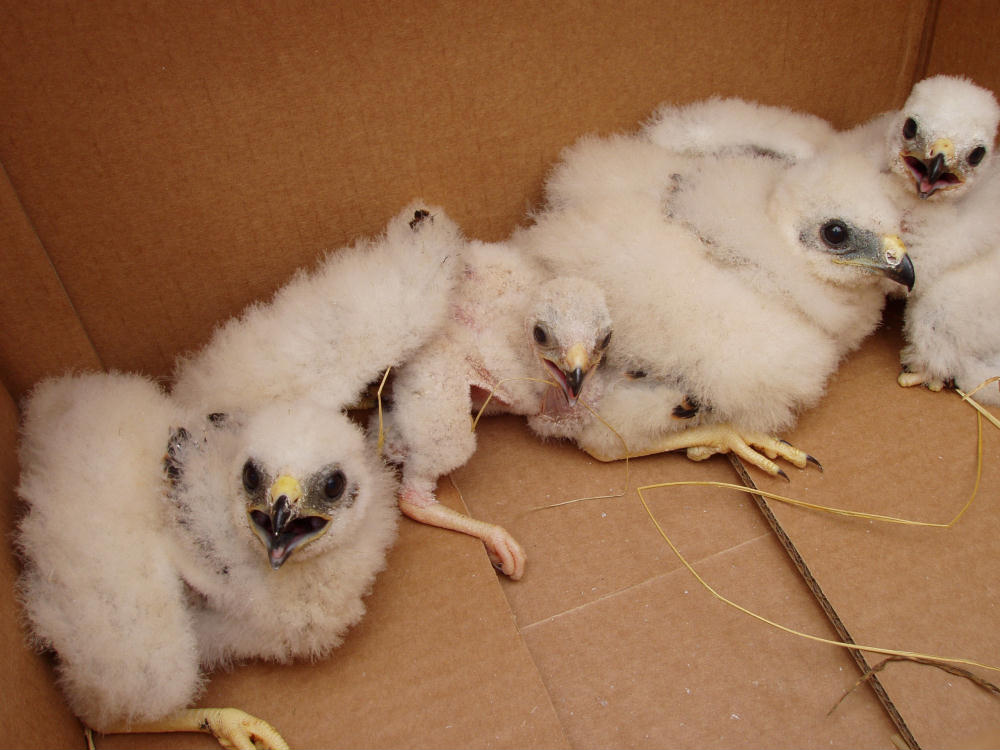
Разновозрастные птенцы

Гнездится парами или, если позволяют кормовые условия, небольшими рыхлыми группами, внешне напоминающими колонии. В последнем случае, не характерном для других видов луней, расстояние между соседними гнёздами варьирует от 10 до 100 м. Гнездо, сооружением которого занимается только самка, располагается на земле среди высокой прошлогодней травы или сухих зарослях кустарника. Его внешний вид во многом зависит от увлажнённости почвы. В более-менее сырых местах и в зарослях кустарника гнездо представляет собой собой кучу соломы или травы диаметром 35—40 (изредка до 80 см) и толщиной до 15 см, в основании которого могут присутствовать небольшие ветки. На засушливых участках, например в степи, встречаются гнёзда в виде простого углубления в грунте с выложенной сухой травой или без выстилки. Участок вокруг гнезда всегда открытый — это может быть луг, поле, несырой участок болота или степь. Самка начинает откладывать яйца по одному каждые 2 дня во второй половине мая или первой половине июня. Полная кладка состоит из 3—6 (обычно 2-х) яиц. Яйца белые с зеленоватым оттенком, очень редко с буроватыми или охристыми пятнышками, размером (36—47) х (30—38) мм.
Насиживает одна самка, начиная с первого яйца, самец в этот период обеспечивает её кормом. Приметив возвращающегося с охоты самца, самка нередко вылетает навстречу и, имитируя воздушную схватку, принимает от него пищу. Птицы ведут себя скрытно, но в случае опасности пытаются защитить гнездо от других хищников, кружат вокруг него и издают тревожные крики. В колонии несколько птиц из соседних гнёзд слетаются на защиту, что увеличивает эффективность обороны. В отличие от полевых луней луговые не столь агрессивны по отношению к приближающемуся человеку или крупному животному, лишь изредка создают видимость атаки, и то на значительном расстоянии. Птенцы, покрытые белым пухом, появляются на свет через 28—40 дней в том же порядке, что и были отложены яйца. Первые 2 недели после вылупления самка остаётся вместе с потомством, а самец продолжает снабжать их кормом. В возрасте 28—42-х дней птенцы встают на крыло, а ещё через 10—14 дней становятся полностью самостоятельными.

## Питание
Как и другие луни, луговой всегда охотится на открытом месте, медленно облетая участок низко над землёй. Нередко он движется вдоль кромки высокой травы, чтобы застать жертву врасплох. Приметив её, птица падает вниз, вытянув вперёд когти. В отличие от болотного или полевого луня, луговой может схватить добычу не только на поверхности земли, но также и в воздухе. Соотношение кормов может варьировать в зависимости от района обитания, но в основном это — грызуны меньше крысы, мелкие птицы и крупные насекомые — кузнечики, сверчки, стрекозы, жуки. В степных районах немалую долю в рационе составляют ящерицы и суслики. Разоряет наземные гнёзда птиц, поедая яйца и птенцов. В малых количествах употребляет в пищу дождевых червей, моллюсков, лягушек и змей.